# Санта Марија дел Маре (Венеција)
Санта Марија дел Маре је насеље у Италији у округу Венеција, региону Венето.
Према процени из 2011. у насељу је живело 151 становника. Насеље се налази на надморској висини од 0 м.